# Voo Aerosucre 157
O Voo Aerosucre 157 (ICAO: KRE 157) foi um voo doméstico de carga operado pela companhia aérea colombiana Aerosucre usando um Boeing 727-200. Em 20 de dezembro de 2016, a aeronave caiu logo após decolar do Aeroporto Germán Olano em Puerto Carreño, Colômbia, em um voo para Bogotá. O jato invadiu o final da pista, atingiu a cerca do perímetro e outros obstáculos antes de decolar, mas perdeu o controle e caiu cerca de dois minutos depois e 4 milhas náuticas (4,6 mi; 7,4 km) do aeroporto. Das seis pessoas a bordo, apenas uma sobreviveu.
A investigação subsequente descobriu que vários fatores, incluindo um peso de decolagem superior ao máximo permitido, uma técnica de decolagem incorreta e um leve vento de cauda resultaram na falha da aeronave em decolar dentro do comprimento de pista disponível.

## Antecedentes

### Empresa
A Aerosucre foi fundada por Juan Carlos Salano Recio em Barranquilla em 1969 e iniciou suas operações de voo como uma empresa de táxi aéreo na primavera de 1970 com um Piper PA-28.
Na primavera de 1975, a empresa estava focada principalmente no transporte de mercadorias, embora ainda pudesse transportar um máximo de cinco passageiros nos voos. Inicialmente, a empresa voou para a ilha colombiana de Santo André, bem como internacionalmente para as ilhas de Aruba e Curaçau.
Em 1981, a Aerosucre adquiriu dois Handley Page Heralds da British Air Ferries. Seu primeiro jato, um Sud Aviation Caravelle, foi adquirido em agosto de 1982 da empresa espanhola Transeuropa.

## Aeronave e tripulação

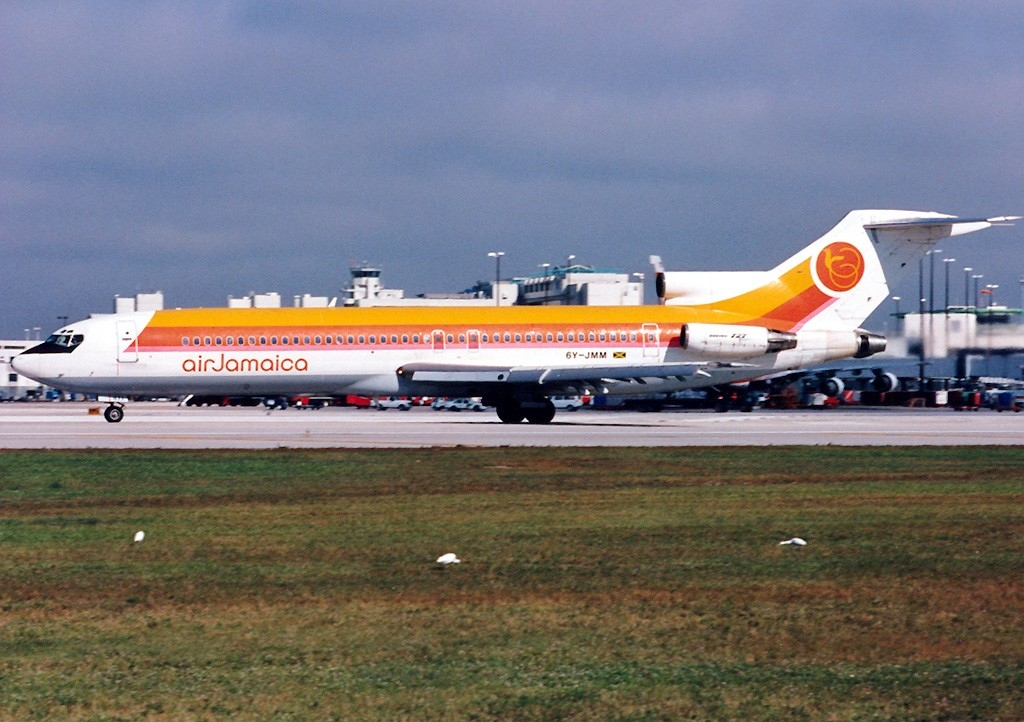
A aeronave envolvida no acidente em 1994 com as cores da Air Jamaica

A aeronave envolvida no acidente era um Boeing 727-200, número de série 21105, registrada na Colômbia como HK-4544, equipada com 2 motores Pratt & Whitney JT8D-15. Ela entrou em serviço em 1975, operando como avião de passageiros da Air Jamaica até 1997. Foi então convertido em um avião de carga. A aeronave começou a operar para a Aerosucre em 2008.
O voo estava sob comando do capitão Jaime Cantillo, 58 anos de idade e ele tinha 8 708 horas de voo, sendo 6 822 horas no modelo Boeing 727 e do copiloto Mauricio Guzmán, 39 anos de idade e tinha 3 285 horas todas no Boeing 727. O engenheiro de voo era Pedro Duarte, 72 anos de idade e tinha 1 612 horas de voo sendo as horas de voo no Boeing 727 desconhecidas.

## Acidente
O Boeing 727 chegou a Puerto Carreño no dia do acidente às 14h48min, horário local, após um voo de carga de Bogotá. A tripulação descarregou 9.264 kg (20.423 lb) de carga. Embora o manifesto de peso e balanceamento do voo do acidente não tenha sido encontrado, os investigadores presumiram que um pouco menos de 9.100 kg (20.000 lb) de carga distribuída em nove paletes foi carregado para o retorno a Bogotá. O Boeing 727 então taxiou na cabeceira da pista 25; a tripulação ajustou os flaps em 30 graus, o avião foi ajustado para a decolagem e o avião começou a decolagem às 17h18min.
O Boeing 727 usou toda a pista de 1.800 metros (5.900 pés), mas ainda não estava no ar. Ele viajou mais 95 m (310 pés) sobre grama e atingiu uma cerca de perímetro. Em seguida, atravessou uma estrada no perímetro do aeroporto, onde vários motociclistas e pedestres evitaram por pouco ser atropelados pela aeronave. Depois de atravessar a estrada, o 727 colidiu com um galpão, depois com uma árvore, antes de finalmente decolar. Devido ao impacto, o trem de pouso principal direito se soltou da aeronave, a asa direita interna foi danificada, o motor número 3 perdeu potência e um sistema hidráulico foi danificado e tinha começado a vazar. A aeronave alcançou uma altitude de 790 pés (240 m), entrou em uma ligeira curva descendente à direita que completou um arco de quase 270 graus e depois impactou em terreno plano, explodindo em chamas.
O acidente foi capturado em vídeo por alguns dos motociclistas na estrada perimetral que a aeronave atravessou.

## Vítimas
O plano de voo indicava cinco pessoas a bordo, mas havia uma sexta pessoa indocumentada no voo. Quatro morreram imediatamente e dois sobreviveram ao impacto, mas um dos sobreviventes morreu mais tarde devido aos ferimentos. O único sobrevivente foi o técnico de voo Diego Armando Vargas Bravo.

## Investigação
O Grupo de Investigación de Accidentes Aéreos concluiu que três fatores contribuíram ao acidente sendo:

A tripulação calculou incorretamente uma velocidade de rotação que era 5 nós (9 km/h; 6 mph) acima do necessário.

A pista de decolagem escolhida estava sujeita a um vento de cauda de 4 nós (7 km/h; 5 mph).

O piloto girou a aeronave muito lentamente, cerca de 1° por segundo em vez de 2°, 3°.
Além disso, embora os cálculos iniciais sugerissem que a aeronave estava operando dentro de seus limites de peso, os investigadores acreditam, com base nas velocidades de decolagem usadas pela tripulação, que a aeronave estava quase uma tonelada acima de seu peso máximo de decolagem permitido de 74,7 toneladas (74.700 kg; 165.000 lb).
A investigação também determinou que, após a perda de pressão em ambos os sistemas hidráulicos principais causada pelo impacto com estruturas terrestres, a tripulação não acionou o sistema hidráulico de reserva, o que permitiria manter o controle da aeronave.
A operadora Aerosucre foi considerada inadimplente, já que o aeroporto de Puerto Carreño não foi aprovado para operações com o Boeing 727-200, e tal violação foi permitida por anos devido à falta de supervisão da autoridade de aviação civil colombiana.